# Comuna de Zbójna
Zbójna (polaco: Gmina Zbójna) é uma gminy (comuna) na Polónia, na voivodia de Podláquia e no condado de Łomża. A sede do condado é a cidade de Zbójna.
De acordo com os censos de 2004, a comuna tem 4358 habitantes, com uma densidade 23,5 hab/km².

## Área
Estende-se por uma área de 185,77 km², incluindo:
- área agrícola: 50%
- área florestal: 45%

## Demografia
Dados de 30 de Junho 2004:
|                      | Total   | Total | Mulheres | Mulheres | Homens  | Homens |
| -------------------- | ------- | ----- | -------- | -------- | ------- | ------ |
|                      | pessoas | %     | pessoas  | %        | pessoas | %      |
| População            | 4358    | 100   | 2119     | 48,6     | 2239    | 51,4   |
| Densidade (pop./km²) | 23,5    | 100   | 11,4     | 11,4     | 12,1    | 12,1   |

De acordo com dados de 2002, o rendimento médio per capita ascendia a 1439,67 zł.

## Subdivisões
- Bienduszka, Dębniki, Dobry Las, Gawrychy, Gontarze, Jurki, Kuzie, Laski, Osowiec, Pianki, Piasutno Żelazne, Popiołki, Poredy, Ruda Osowiecka, Siwiki, Stanisławowo, Tabory-Rzym, Wyk, Zbójna.

## Comunas vizinhas
- Kadzidło, Kolno, Lelis, Łyse, Mały Płock, Miastkowo, Nowogród, Turośl